# Luxiaria despicata
Luxiaria despicata là một loài bướm đêm trong họ Geometridae.